# Omicidio di Jorge Torres

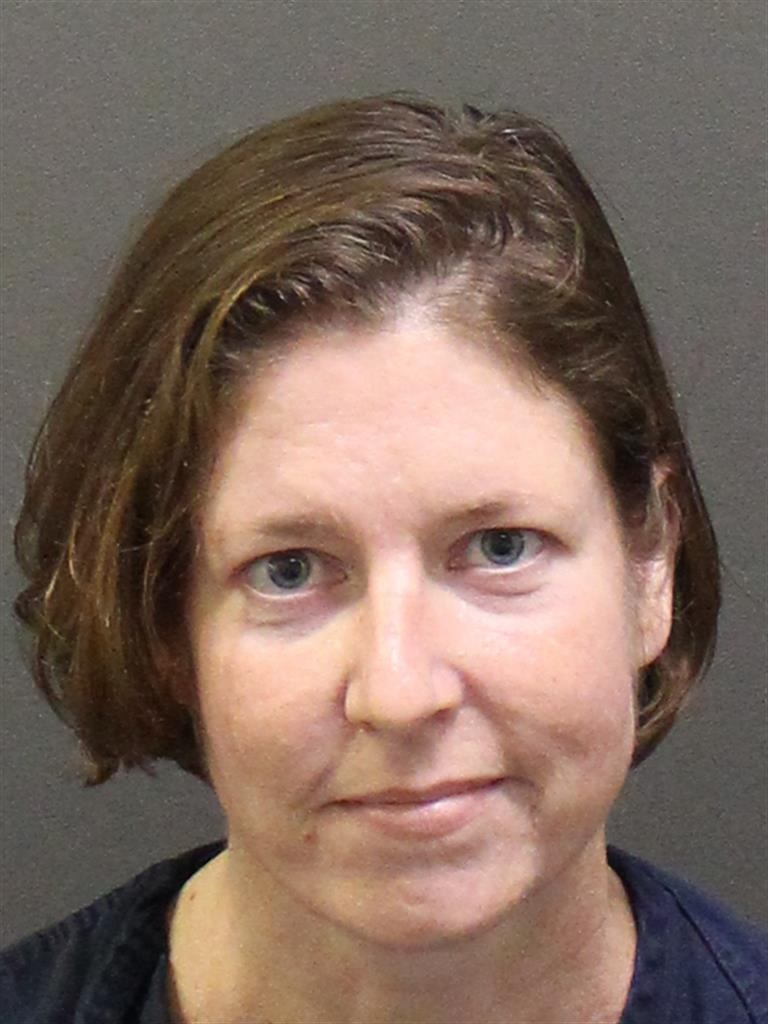
Foto segnaletica di Sarah Boone, scattata dal Dipartimento delle correzioni della contea di Orange, Florida

Jorge Torres Jr., un uomo americano di 42 anni, è morto di soffocamento il 24 febbraio 2020 a Winter Park, in Florida, dopo essere stato chiuso in una valigia per 12 ore.
La sua ragazza, Sarah Boone, allora 42enne, fu arrestata il giorno seguente per omicidio di secondo grado, dopo aver accettato di essere interrogata dalla polizia.
Fu dichiarata colpevole il 25 ottobre 2024 e successivamente condannata all'ergastolo.
Il procedimento legale di Boone attirò l'attenzione in parte grazie alla corrispondenza scritta di Boone con il giudice e ad un certo numero di avvocati difensori che si ritirarono dal caso.
Un altro motivo per cui attiro attenzione mediatica il caso fu per i video registrati da Boone di Jorge Torres che implora aiuto mentre soffoca rinchiuso dentro alla valiga.

## Eventi precedenti
Prima della sua morte, Torres era stato arrestato più volte per presunti casi di violenza domestica ai danni di Boone e una volta era stata arrestata per un presunto caso di violenza domestica ai danni di Torres. Boone era stata arrestata una volta per presunta aggressione tramite strangolamento ai danni di Torres nel luglio 2018, quando sia Boone che Torres furono arrestati; tuttavia, l'accusa in quel caso fu archiviata.
Torres era stato arrestato quattro volte per presunta aggressione contro Boone; Boone aveva tirato Torres fuori dalla prigione ogni volta.
Molti testimoni confermarono la relazione tossica fra Boone e Torres.

## Incidente
Il 24 febbraio 2020, Boone chiamò il 911 e disse che il suo fidanzato, Jorge Torres, era morto. Boone ha affermato che lei e Torres avevano bevuto una sola bottiglia di vino e poi avevano deciso di giocare a nascondino . Affermò che pensavano che sarebbe stato divertente fare  entrare Torres nella valigia e che si stavano divertendo entrambi. Ha dichiarato che poi è salita al piano di sopra e si è addormentata accidentalmente, lasciando Torres nella valigia per tutta la notte. La morte di Torres è stata dichiarata un omicidio.
Durante le indagini sul posto, Boone ha consegnato volontariamente il suo telefono agli investigatori forensi. Una ricerca nel telefono ha portato alla luce due video che Boone aveva girato la sera prima. I video mostravano Boone che rideva mentre Torres implorava aiuto all'interno della valigia, con Boone che affermava: "Questo è quello che fai quando mi strangoli" e "Questo è quello che provo quando mi tradisci". Il giorno seguente Boone venne interrogato dagli investigatori del dipartimento di polizia. Boone ha dichiarato di non ricordare di aver registrato i video, negando la sua responsabilità della morte del suo fidanzato.

## Processo
Successivamente Boone venne accusata di omicidio di secondo grado per l'uccisione di Torres e trattenuta nella prigione della contea di Orange senza cauzione. Otto avvocati diversi che la rappresentavano si sono ritirati, sette dei quali erano stati nominati dal tribunale. Il giudice Michael Kraynick ha stabilito che Boone aveva perso il diritto ad un avvocato nominato dal tribunale. Il 18 luglio 2024, durante un'udienza in cui Boone si rappresentava da sola, presentò una lettera che includeva un annuncio disegnato a mano per un avvocato. L'annuncio è stato diffuso dai media che hanno riportato l'atto e Boone ha trovato la rappresentanza dell'avvocato James Owens. Owens incontrò i procuratori statali per discutere di un possibile accordo di patteggiamento per l'accusa di omicidio colposo in cambio di una condanna a 15 anni, che Boone alla fine rifiutò.
Dopo molteplici ritardi, tra cui la pandemia di COVID-19 e l’uragano Milton, il processo è iniziato il 14 ottobre 2024. Una giuria di sei persone con otto supplenti prestò giuramento e il 18 ottobre 2024, il procuratore distrettuale aggiunto William Jay iniziò ad aprire le argomentazioni. La difesa ha sostenuto che Boone soffriva della sindrome della donna maltrattata. Il pubblico ministero Jay ha sostenuto che "Questa imputata ha chiuso Jorge Torres in una valigia. È stata in grado di farlo perché al momento della sua morte, pesava 103 libbre. Lo ha fatto con l'intento malizioso di punirlo e poi è andata a dormire e lo ha lasciato esalare i suoi ultimi respiri su questa Terra da solo", Le arringhe conclusive si sono svolte il 25 ottobre 2024 e lo stesso giorno, dopo meno di due ore di deliberazione, la giuria ha emesso un verdetto di colpevolezza per omicidio di secondo grado. Il 2 dicembre 2024, Boone fu condannata all'ergastolo nel Dipartimento di Correzione della Florida.